# ハイド・パーカー (第8代準男爵)
第8代準男爵サー・ハイド・パーカー（英語: Sir Hyde Parker, 8th Baronet、1785年 – 1856年3月21日）は、イギリスの政治家。トーリー党所属。

## 生涯
第6代準男爵サー・ハリー・パーカーの次男として、1785年に生まれた。1830年4月1日に兄が生涯未婚のまま死去すると、準男爵位を継承した。
1832年イギリス総選挙で新しく設立されたサフォーク西部選挙区（定員2名）で立候補、庶民院議員に当選した。1835年イギリス総選挙では出馬しなかった。1837年、サフォーク州長官に任命された。
1856年3月21日に生涯未婚のままデヴォンポートで死去、準男爵位は5代準男爵に遡った分流のウィリアム・パーカーが継承した。